# Non-Linear Systems
Non-Linear Systems (NLS) è una società produttrice di componenti elettronici con sede a San Diego, California. Fu fondata nel 1952 da Andrew Kay, che un anno più tardi inventò il voltmetro digitale. La produzione iniziale della società, oltre ai voltmetri digitali, consisteva anche di strumenti per la misurazione della frequenza, contatori. All'inizio degli anni ottanta aprì una sussidiaria per la produzione di home e personal computer, la Kaypro Corporation, che nel 1982 presentò il primo di una lunga serie di computer, il Kaypro II. Agli inizi degli anni novanta iniziò il declino di Kaypro Corporation, che fu dichiarata fallita nel 1992. Nello stesso anno NLS passò di proprietà, venendo acquisita per intero da Linear Measurements, Inc., un'altra società di San Diego dedita alla produzione di strumenti di misura per pozzi petroliferi.